# サン＝ニコラ＝レ＝シトー
サン＝ニコラ＝レ＝シトー （Saint-Nicolas-lès-Cîteaux）は、フランス、ブルゴーニュ＝フランシュ＝コンテ地域圏、コート＝ドール県のコミューン。

## 歴史
1098年、モレームのロベールと、モレームからやってきた修道士たちがシトー修道院を創設した。1113年、クレルヴォーのベルナルドゥスがブルゴーニュ出身の30人の入会者を連れて修道院に入った。こうして修道院はシトー会の本拠地となり、代々のブルゴーニュ公の庇護を受けた。シトー会はヨーロッパやパレスチナにさらに100以上の修道院をたてた。1608年、修道院はロレーヌ出身在俗者を住まわせるためサン＝ニコラの村をつくった。1636年、修道院はマティアス・ガラス軍によって破壊された。
17世紀初頭、戦争や略奪に起因する困難を克服するため、第52代修道院長ニコラ・ド・ブシュラはロレーヌ出身者23世帯からドメーヌを受け入れた。彼らは各自、修道院から4km離れた森の中の土地34ヘクタールを提供した。彼らは開墾に従事し、15年間耕作した。彼らは生産されたものの一部を修道院に寄付し、賦役をした。そうしなければ、懲罰を加えられた。
この「システム」が現在の村の原点である。1608年10月31日、設立憲章が教会参事会で署名された。村は修道院長の名をとってサン＝ニコラとなった。
フランス革命時代、シトー会修道院は廃止され、サン＝ニコラの村は一時期ユニテ（Unité）と呼ばれていた。
1841年、ベルギー人フェミニストのゾエ・ド・ギャモンと、フーリエの弟子アーサー・ヤングが、放棄された修道院建物を利用してファランステール（Phalanstère、フーリエが提唱した共産的生活共同体）を設立した。1846年、修道士レイが懲役として農業労働を行う刑務所を設置したが、これは19世紀末までに廃止されている。1898年、修道院は厳律シトー会に与えられた。

## 人口統計
| 1962年 | 1968年 | 1975年 | 1982年 | 1990年 | 1999年 | 2006年 |
| ------ | ------ | ------ | ------ | ------ | ------ | ------ |
| 377    | 386    | 316    | 331    | 400    | 475    | 463    |

参照元:1962年以降人口の2倍カウントなし。INSEE ·  · .

## 姉妹都市
- ロート、ドイツ